# Szokás
A szokások olyan rendszeresen ismételt cselekvések vagy viselkedésminták, amelyeket gyakran automatikusan, különösebb tudatos erőfeszítés nélkül hajtunk végre. Mindennapi életünk jelentős részét szokásaink alakítják és teszik ki.
Valamely cselekvés következetes és rendszeres gyakorlása révén az eredetileg tudatos erőfeszítést igénylő tevékenység fokozatosan automatizmussá válik. Ennek eredményeként az egyén képessé válik a cselekvést szinte gépiesen, minimális tudati kontroll vagy figyelem mellett is végrehajtani. A szokások tehát lényegében automatizálódott viselkedési minták, amelyek kialakulása gyakran – bár nem kizárólagosan – korábbi tudatos döntésekre vagy szándékokra vezethető vissza, és amelyek idővel a közvetlen tudati irányítás alól nagyrészt kikerülő cselekvésekké válnak. Szokásaink összessége jelentős mértékben formálhatja személyiségünket, befolyásolhatja önképünket, és tükrözheti alapvető értékeinket vagy meggyőződéseinket, sőt, meg is erősítheti azokat. Ennek megfelelően a szokások lehetnek előnyösek vagy hátrányosak: támogathatják vagy akadályozhatják személyes fejlődésünket, céljaink elérését és általános jóllétünket, attól függően, hogy pozitív vagy negatív irányban befolyásolják-e életünk minőségét és mindennapi működésünket.